# ISO 3166-2:AO
ISO 3166-2:AO é o subconjunto de códigos definidos em ISO 3166-2, parte do padrão ISO 3166 publicado pela Organização Internacional para Padronização (ISO), para os nomes das principais subdivisões de Angola.
Os códigos cobrem 18 províncias. Cada código é composto de duas partes, separadas por um hífen. A primeira parte é AO, o código ISO 3166-1 alfa-2 de Angola, e a segunda parte é um subcódigo de três-letras.

## Códigos atuais
Códigos ISO 3166 e nomes das subdivisões estão listadas como é o padrão oficial publicada pela Agência de Manutenção (ISO 3166/MA). As colunas podem ser classificadas clicando nos respectivos botões.
| Code   | Province name  |
| ------ | -------------- |
| AO-BGO | Bengo          |
| AO-BGU | Benguela       |
| AO-BIE | Bié            |
| AO-CAB | Cabinda        |
| AO-CCU | Cuando-Cubango |
| AO-CNO | Cuanza Norte   |
| AO-CUS | Cuanza Sul     |
| AO-CNN | Cunene         |
| AO-HUA | Huambo         |
| AO-HUI | Huíla          |
| AO-LUA | Luanda         |
| AO-LNO | Lunda Norte    |
| AO-LSU | Lunda Sul      |
| AO-MAL | Malange        |
| AO-MOX | Moxico         |
| AO-NAM | Namibe         |
| AO-UIG | Uíge           |
| AO-ZAI | Zaire          |

## Mudanças
As seguintes alterações à norma ISO 3166-2:AO tem sido anunciada em boletins pela ISO 3166/MA desde a primeira publicação da norma ISO 3166-2, em 1998:
| Boletim | Publicação data | Descrição da mudança            |
| ------- | --------------- | ------------------------------- |
| I-2     | 2002-05-21      | Correcção ortográfica em AO-ZAI |